# Katnarrat

S
Katnarrat – wieś w Armenii, w prowincji Lorri. W 2011 roku liczyła 880 mieszkańców.